# اردال بشیکچی‌اوغلو
اَردال بشیکچی‌اوغلو (انگلیسی: Erdal Beşikçioğlu؛ زادهٔ ۵ ژانویهٔ ۱۹۷۰) شهر آنکارا؛ هنرپیشه اهل کشور ترکیه است. وی تاکنون در حدود ۱۷ فیلم سینمایی بازی کرده‌است که از آن جمله می‌توان به فیلم سینمایی عسل اشاره کرد. او هم‌اکنون در تئاتر دولتی آنکارا بازیگر بوده و بر روی صحنه می‌رود. اَردال متاهل بوده و یک پسر و یک دختر دارد. سریال تلویزیونی بهزاد چ یکی از معروف‌ترین پروژه‌هایی است که او در آن بازی کرده‌است
او در انتخابات محلی سال ۲۰۲۴ شهردار منطقه اتیمسگوت(Etimesgut) شهر آنکارا شد .